# Anouska van der Zee
Annuska Johanna Maria 'Anouska' van der Zee (nascida em 5 de abril de 1976) é uma ex-ciclista holandesa, que participou tanto na pista e na estrada.
Van der Zee representou os Países Baixos nos Jogos Olímpicos de 2004 em Atenas, Grécia, onde participou na prova de estrada (individual), mas não chegou a terminar. Após as Olimpíadas, ela encerrou sua carreira.